# Fort Oranje (Saint-Eustache)
Le Fort Oranje est un fort situé à Oranjestad à Saint-Eustache. C'est le plus important et le mieux préservé des seize systèmes de défenses restants sur l'île. Les autres sont les batteries Bourbon, Amsterdam, Rotterdam, Royal et Jussac, Fort Panga, Concordia, Saint-Louis, Corre Corre, De Windt, Nassau, Dolijn et Bouillé. La structure était conçue pour se défendre contre les pirates et les puissances ennemies.

## Historique
Les Français de l'île voisine de Saint-Christophe semblent avoir construit un fort sur Saint-Eustache en 1629 mais l'ont abandonné après quelques années. En 1636, avec une commission de la Compagnie néerlandaise des Indes occidentales, les néerlandais prennent possession de l'île alors inoccupée et construisent l'actuel Fort Oranje au même endroit que le fort français.
A l'instar de l'île, le fort est tombé plusieurs fois entre les mains de la France et de l'Angleterre.
C'est de ce fort que le 16 novembre 1776, le fameux Premier Salut a été envoyé, à propos duquel Barbara W. Tuchman, lauréate du Prix Pulitzer, a dédié son dernier livre. Le gouverneur néerlandais Johannes de Graaff fit saluer au canon le nouveau drapeau des États-Unis des treize colonies britanniques rebelles d'Amérique du Nord qui venaient de déclarer leur indépendance. Les Américains l'ont immédiatement considéré comme la première reconnaissance de leur indépendance par une puissance étrangère et De Graaff a été honoré en tant que héros. C'était l'une des raisons de la quatrième guerre anglo-néerlandaise (1780-1784).